# Cervicalgia
La cervicalgia (o dolor de cuello) es un problema común. Dos tercios de la población sufre dolor de cuello en algún momento de sus vidas.
El dolor de cuello, aunque se siente en el cuello, puede ser causado por numerosos otros problemas espinales. El dolor de cuello puede surgir debido a la rigidez muscular en el cuello y la parte superior de la espalda, o pellizcos de los nervios que emanan de las vértebras cervicales. La ruptura de las articulaciones en el cuello crea dolor, al igual que la disrupción articular en la parte superior de la espalda.
La cabeza es sostenida por la parte inferior del cuello y la parte superior de la espalda, y son estas áreas las que comúnmente causan dolor en el cuello. Las tres articulaciones superiores en el cuello permiten la mayoría del movimiento del cuello y la cabeza. Las articulaciones inferiores en el cuello y las de la parte superior de la espalda crean una estructura de apoyo para que la cabeza se asiente. Si este sistema de apoyo se ve afectado de manera adversa, los músculos de la zona se tensarán y provocarán dolor en el cuello.
El dolor de cuello afecta aproximadamente al 5% de la población mundial a partir de 2010

## Diagnóstico
El dolor de cuello puede provenir de cualquiera de las estructuras del cuello, incluyendo: vascular, nervioso, de las vías respiratorias, digestivo y musculatura/esquelético, o puede derivarse de otras áreas del cuerpo.
Las principales y graves causas de dolor de cuello (aproximadamente en orden de gravedad) incluyen:
- Disección de la arteria carótida
- Dolor referido por síndrome coronario agudo
- Cáncer de cabeza y cuello
- Infecciones: absceso retrofaríngeo, epiglotitis, etc.[4]
- Hernia de disco espinal - discos protuberantes o abultados, o prolapso severo.
- Espondilosis - artritis y osteofitos degenerativos
- Estenosis espinal – un estrechamiento del canal espinal

Las causas más comunes y de menor dolor en el cuello incluyen:
- Estrés: estrés físico y emocional
- Posturas prolongadas: muchas personas se duermen en sofás y sillas y se despiertan con dolor en el cuello.
- Lesiones y caídas menores: accidentes automovilísticos, eventos deportivos y lesiones cotidianas que son realmente menores.
- Dolor referido – principalmente de problemas de la parte superior de la espalda
- Uso excesivo: la tensión muscular es una de las causas más comunes
- Latigazo
- Nervio pellizcado

Aunque las causas son numerosas, la mayoría se solucionan fácilmente con ayuda profesional o con técnicas y consejos de autoayuda.
Más causas pueden incluir: mala postura para dormir, tortícolis, lesión en la cabeza, artritis reumatoide, carotidinia, costilla cervical congénita, mononucleosis, rubéola, ciertos cánceres, espondilitis anquilosante, fractura de la columna cervical, traumatismo esofágico, hemorragia subaracnoidea, linfadenitis, traumatismo tiroideo y trauma traqueal.

## Tratamiento
El tratamiento del dolor de cuello depende de la causa. Para la gran mayoría de las personas, el dolor de cuello se puede tratar de forma conservadora. Las recomendaciones que ayudan a aliviar los síntomas incluyen aplicar calor o frío. Otros tratamientos comunes podrían incluir medicamentos, entrenamiento de mecánica corporal, reforma ergonómica y fisioterapia.

### Tratamiento conservador
Se ha encontrado que el ejercicio más la movilización articular y / o la manipulación articular (ajuste espinal) son beneficiosos tanto en los trastornos mecánicos agudos como crónicos del cuello. Tanto la manipulación cervical como la movilización cervical producen cambios similares inmediatos y a corto plazo. Múltiples sesiones de manipulación cervical pueden proporcionar un mejor alivio del dolor y mejoría funcional que ciertos medicamentos en el seguimiento inmediato a largo plazo. La manipulación torácica también puede mejorar el dolor y la función. Se ha demostrado que la terapia con láser de bajo nivel reduce el dolor inmediatamente después del tratamiento en el dolor agudo en el cuello y hasta 22 semanas después de la finalización del tratamiento en pacientes que experimentan dolor crónico de cuello.

### Medicación
Se recomiendan analgésicos como el paracetamol o los AINE para el dolor. Los relajantes musculares a menudo se recetan y se sabe que son efectivos. Sin embargo, un estudio mostró que un relajante muscular llamado ciclobenzaprina no fue efectivo en el tratamiento de la cepa cervical aguda (a diferencia del dolor de cuello de otras etiologías o dolor crónico de cuello). Las cremas y parches tópicos de venta libre pueden ser efectivos para algunos pacientes.

### Cirugía
La cirugía generalmente no está indicada para causas mecánicas de dolor en el cuello. Si el dolor de cuello es el resultado de inestabilidad, cáncer u otra enfermedad, puede ser necesaria una cirugía de proceso. Por lo general, la cirugía no está indicada para los "nervios pellizcados" o las hernias a menos que haya compresión de la médula espinal o el dolor y la incapacidad se hayan prolongado durante muchos meses y sean refractarios al tratamiento conservador como la fisioterapia.

### Tratamiento en el hogar
El dolor y la rigidez generalmente mejoran después de unos días o semanas y rara vez es un signo de un problema más grave. Para la mayoría de los casos de dolor de cuello causados por tensión / postura, el consejo generalmente es el mismo: continuar con las actividades diarias normales, mantenerse activo y descargar el cuello para aliviar los síntomas. También se pueden seguir estos pasos para controlar el dolor:
- Sostener una botella de agua caliente o bolsa de calor en el cuello: esto puede ayudar a reducir el dolor y los espasmos musculares, aunque algunas personas encuentran que los paquetes fríos ofrecen un mejor alivio.
- Dormir sobre una almohada baja y firme por la noche: usar demasiadas almohadas puede forzar al cuello a doblarse de forma no natural.
- Revise la postura: una mala postura puede agravar el dolor, y puede haberlo causado en primer lugar.
- Evitar conducir si es difícil girar el cuello y la cabeza; esto puede evitar la visión apropiada del tráfico.
- Pruebe algunos ejercicios para el cuello: estos ejercicios ayudarán a fortalecer los músculos del cuello y a mejorar el rango de movimiento.

Si el dolor o la rigidez no mejora después de unos días, o si conduce a una causa más grave, el tratamiento de fisioterapia es el mejor para un alivio eficaz y resultados prolongados.

## Epidemiología
El dolor de cuello afecta a alrededor de 330 millones de personas en todo el mundo a partir de 2010 (4,9% de la población). Es más común en mujeres (5.7%) que en hombres (3.9%). Es menos común que el dolor de espalda.

## Pronóstico
Alrededor de la mitad de los episodios se resuelven en un año. Alrededor del 10% de los casos se vuelven crónicos.